# Кубок Бельгії з футболу 2003—2004
Кубок Бельгії з футболу 2003–2004 (нід. Beker van België) — 49-й розіграш кубкового футбольного турніру в Бельгії. Володарем кубку вдев'яте став Брюгге.

## Календар
| Раунд           | Дата                         | Матчі | Клуби     |
| --------------- | ---------------------------- | ----- | --------- |
| Перший раунд    |                              | 88    | 243 → 155 |
| Другий раунд    |                              | 44    | 155 → 111 |
| Третій раунд    |                              | 38    | 111 → 73  |
| Четвертий раунд | 16-17 серпня 2003            | 27    | 73 → 46   |
| П'ятий раунд    | 23-24 серпня 2003            | 14    | 46 → 32   |
| 1/16 фіналу     | 14 листопада - 3 грудня 2003 | 16    | 32 → 16   |
| 1/8 фіналу      | 16-17 грудня 2003            | 8     | 16 → 8    |
| 1/4 фіналу      | 21 січня/3-4 лютого 2004     | 8     | 8 → 4     |
| 1/2 фіналу      | 17/26-28 березня 2004        | 4     | 4 → 2     |
| Фінал           | 23 травня 2004               | 1     | 2 → 1     |

## 1/16 фіналу
| Команда 1          | Рахунок      | Команда 2           |
| ------------------ | ------------ | ------------------- |
| 14 листопада 2003  |              |                     |
| Жерміналь Беєрсхот | 4:1          | Дейнзе (2)          |
| Монс               | 2:3          | Дендерхотем (4)     |
| 15 листопада 2003  |              |                     |
| Сінт-Трейден       | 1:1 пен. 4:5 | Бохолтер (3)        |
| Спортінг Вест (2)  | 1:3          | Брюгге              |
| Генк               | 0:2          | Гесден-Золдер       |
| Тюбіз (2)          | 1:3          | Вестерло            |
| Антверпен          | 2:1 дч       | Руселаре (2)        |
| Шарлеруа           | 3:4 дч       | Гел (2)             |
| Мускрон            | 4:0          | Валлонія (3)        |
| Локерен            | 2:2 пен. 4:2 | Капеллен (3)        |
| Гент               | 2:0          | Малдегем (3)        |
| 16 листопада 2003  |              |                     |
| Верв'є (4)         | 0:2 дч       | Лув'єрроз           |
| Брюссель (2)       | 1:5          | Андерлехт           |
| Серкль (Брюгге)    | 2:0          | Стандард (Льєж)     |
| Гаме (2)           | 1:3          | Беверен             |
| 3 грудня 2003      |              |                     |
| Лірс               | 5:0          | Хедера (Міллен) (4) |

## 1/8 фіналу
| Команда 1      | Рахунок      | Команда 2          |
| -------------- | ------------ | ------------------ |
| 16 грудня 2003 |              |                    |
| Гел (2)        | 0:1          | Лув'єрроз          |
| 17 грудня 2003 |              |                    |
| Бохолтер (3)   | 1:3          | Серкль (Брюгге)    |
| Лірс           | 1:1 пен. 1:3 | Жерміналь Беєрсхот |
| Вестерло       | 1:1 пен. 4:5 | Беверен            |
| Андерлехт      | 4:2          | Антверпен          |
| Мускрон        | 4:0          | Дендерхотем (4)    |
| Гесден-Золдер  | 2:1          | Локерен            |
| Брюгге         | 2:0          | Гент               |

## 1/4 фіналу
| Команда 1              | Заг. | Команда 2       | 1-й матч | 2-й матч |
| ---------------------- | ---- | --------------- | -------- | -------- |
| 21 січня/3 лютого 2004 |      |                 |          |          |
| Лув'єрроз              | 2:3  | Брюгге          | 2:1      | 0:2      |
| 21 січня/4 лютого 2004 |      |                 |          |          |
| Гесден-Золдер          | 2:3  | Андерлехт       | 2:3      | 0:0      |
| Мускрон                | 3:2  | Серкль (Брюгге) | 3:2      | 0:0      |
| Жерміналь Беєрсхот     | 1:3  | Беверен         | 1:2      | 0:1      |

## 1/2 фіналу
| Команда 1          | Заг.    | Команда 2 | 1-й матч | 2-й матч |
| ------------------ | ------- | --------- | -------- | -------- |
| 17/26 березня 2004 |         |           |          |          |
| Андерлехт          | 1:1 (ч) | Беверен   | 1:1      | 0:0      |
| 17/28 березня 2004 |         |           |          |          |
| Мускрон            | 2:3     | Брюгге    | 2:2      | 0:1      |

## Фінал
| 23 травня 2004 |

| Беверен                             | 2:4      | Брюгге                                             |
| ----------------------------------- | -------- | -------------------------------------------------- |
| Верлінден 38' (аг) Мертенс 61' (аг) | Протокол | Вергеєн 34' Чех 46' Мендоса 75' ван дер Гейден 79' |

| Стадіон імені короля Бодуена, Брюссель Глядачів: 40 000 Арбітр: Джонні вер Екке |